# پیرتیوب
پیرتیوب (به انگلیسی: PeerTube) یک سکوی ویدیوی آزاد، غیر متمرکز و فِدِرِیتِد بر پایهٔ اکتیویتی‌پاب و وب‌تورنت است که از فناوری همتابه‌همتا برای کاهش بار بر روی سرورها هنگام دیدن ویدیو استفاده می‌کند. توسعه این نرم‌افزار در سال ۲۰۱۵ توسط برنامه‌نویسی معروف به Chocobozzz آغاز شد و هم‌اکنون توسط مؤسسه غیرانتفاعی فرانسوی فراماسافت به پیش می‌رود. هدف این پروژه، ارائه جایگزین برای سکوهای متمرکز مانند یوتیوب، ویمیو و دیلی موشن است.

## عملکرد
هر نمونه از پیرتیوب یک پایگاه اینترنتی برای تماشا و جستجوی ویدیوها را فراهم می‌کند، و در عین حال به شکل پیش‌فرض از دیگر نمونه‌ها در ظاهر، ویژگی‌ها و قوانین مستقل است.
چندین نمونه با قوانین مشترک (مانند اجازه دادن به محتوای مشابه، نیازمند ثبت‌نام بودن) می‌توانند یک مجموعه (فدراسیون) تشکیل دهند. در یک مجموعه فدراسیون از نمونه‌های پیرتیوب، در حالی که هر ویدیو فقط در نمونه‌ای که در آن منتشر شده ذخیره می‌شوند، امکان به اشتراک‌گذاری آن‌ها بین یک‌دیگر فراهم می‌شود. به این ترتیب، هر جزء از این مجموعه، مستقل از دیگر اجزاست.
در این ساختار، ویدیوها بر اساس پروتکل همتابه‌همتا توزیع می‌شوند. کاربرانی که به یک سکو متصل می‌شوند با فرستادن تکه‌هایی از ویدئو به دیگر کاربران، مانند نقاط تقویت کننده ایفای نقش می‌کنند.

## مبدأ و تاریخچه
پیرتیوب به وسیله یک توسعه‌دهنده وب، معروف به Chocobozzz به عنوان جایگزین همتابه‌همتا برای یوتیوب توسعه داده شده که از پروتکل وب‌تورنت برای اشتراک ویدیو استفاده می‌کند. در سال ۲۰۱۷ از Framasoft برای کمپین Contributopia که هدفش ساخت جایگزین‌هایی برای سکوهای متمرکز بود با او تماس گرفته شد و برای حمایت از کار او و ارتقا قابل توجه طراحی و قابلیت استفاده برنامه، او را به عنوان توسعه دهنده استخدام کردند.
در سال ۲۰۱۸ فراماسافت یک سرمایه‌گذاری جمعی را در KissKissBankBank اجرا کرد که توانست ۵۳٬۱۰۰ یورو کسب کند (بیش از ۲ برابر هدف ۲۰۰۰۰ یورویی اولیه).
اولین نسخه بتا از پیرتیوب در ماه مارس و اولین نسخه پایدار در اکتبر ۲۰۱۸ ارائه شد. در ماه ژوئن ۲۰۱۸ و تنها چند ماه بعد از ارایه اولین نسخه بتا، ۱۱۳ نمونه از پیرتیوب به صورت عمومی در وب در دسترس بودند که در مجموع ۱۰٬۰۰۰ ویدیو را میزبانی می‌کردند.
در ژوئن ۲۰۱۸ در پی ناپدید شدن ویدیوها در نتیجه تغییرات مربوط به درآمدزایی یوتیوب، بنیاد بلندر شروع به میزبانی یک نمونه پیرتیوب برای توزیع نسخه‌های بدون تبلیغ ویدیوهای بنیاد کرد.

## فناوری
پیرتیوب از فناوری وب‌تورنت استفاده می‌کند. هر سرور یک ردگیر تورنت را میزبانی می‌کند و هر مرورگری که یک ویدیو را می‌بیند نیز آن را به اشتراک می‌گذارد. این کار باعث به توزیع بار، بین خود سرور و کاربران و همین‌طور پهنای باند مصرف شده هنگام استفاده از فناوری همتابه‌همتا می‌شود.
این سیستم به شکل مجموعه‌ای (فدراسیونی) از نمونه‌ها که به صورت موجودیت‌های مجزا از هم اجرا می‌شوند کار می‌کند. هر سرور پیرتیوب می‌تواند به تنهایی هر تعدادی ویدیو را میزبانی کند و در همین حال می‌تواند با دیگر سرورهای این مجموعه همکاری کرده و اجازه دیدن ویدیوهای آن‌ها به کاربران در قالب رابط کاربری یکسان را بدهد. این خاصیت فدرالی، بدون آنکه نیاز به درست کردن یک زیرساخت عظیم در حد مقیاس غول‌های وب باشد امکان میزبانی تعداد زیادی ویدیو را در یک سکوی یک‌پارچه را می‌دهد. هر سرور توسط یک اداره کننده خاص اداره و مدیریت می‌شود.
پیرتیوب از پروتکل اکتیویتی‌پاب که استاندارد جدید وب است برای امکان‌پذیر کردن تمرکززدایی و سازگاری با دیگر خدمات مانند ماستادون، دیاسپورا، فرندیکا و گنو سوشال، استفاده می‌کند. به‌طور مثال این امکان وجود دارد که زیر یک ویدیو در پیرتیوب با حساب کاربری ماستادون نظر بدهید. این امکان می‌تواند یک زیست‌بوم کامل در مقابل سکوهای فعلی ۴ شرکت بزرگ فناوری ایجاد کند. هدف این زیست‌بوم، انعطاف‌پذیری در مقابل فیلترینگ و حملات محروم‌سازی از سرویس است.
این نرم‌افزار از پایگاه‌داده پستگرس‌کیوال استفاده می‌کند و در سکوهایی مانند ردیت و کودی یکپارچه شده‌است.

## جمعیت کاربران
طبق گزارش fedidb.org در ۲۵ نوامبر ۲۰۲۲(۵ آذر ۱۴۰۰)، پیرتیوب دستکم ۱۰۰۵ نمونه دارد که ۲۸۹۱۸۵ کاربر را میزبانی می‌کنند. نمونه bittube.video حدود ۴۶ هزار کاربر دارد و اکثر نمونه‌ها زیر ۱۰ هزار کاربر دارند.